# Stolperstein von Eppelborn
Der Stolperstein von Eppelborn ist Rudolf Wohlfart gewidmet, einem Opfer der Aktion T 4. Stolpersteine werden vom Kölner Künstler Gunter Demnig in weiten Teilen Europas verlegt. Sie erinnern an das Schicksal der Menschen, die von den Nationalsozialisten ermordet, deportiert, vertrieben oder in den Suizid getrieben wurden und liegen im Regelfall vor dem letzten selbstgewählten Wohnsitz des Opfers.
Die Verlegung in Eppelborn erfolgte am 8. Mai 2022.

## Stolperstein
| Stolperstein | Inschrift | Verlegeort      | Name, Leben |
| ------------ | --- | --------------- | --- |
|              | HIER WOHNTE RUDOLF WOHLFART JG. 1902 SEIT 1935 IN MEHREREN HEILANSTALTEN 'VERLEGT' 28.2.1941 HADAMAR ERMORDET 28.2.1941 'AKTION T4' | Illingerstrasse | Rudolf Wohlfart wurde 1902 geboren. Er heiratete Karolina Wagner, das Paar hatte zwei Kinder, darunter Sohn Rudolf (geboren um 1927). Er war ein frühes Mitglieder der NSDAP, merkte aber schließlich, dass die Partei nichts taugt. Es kam zu Differenzen, zu der die Polizei kam und schließlich, aber ab 1935 war er in Heilanstalten eingewiesen. Rudolf Wohlfart wurde am 28. Februar 1941 in die Tötungsanstalt Hadamar überstellt, wo er noch am selben Tag ermordet wurde. Seiner Frau wurde mitgeteilt, er wäre an einer Angina mit Blutvergiftung gestorben, der Leichnam war verbrannt worden, für die Asche sollte Geld gezahlt werden. |

## Verlegung
Die Initiative ging vom Sohn des Ermordeten, Rudolf Wohlfahrt aus, zum Zeitpunkt der Verlegung schon 95 Jahre alt.